# Ngemplaksimongan
Ngemplaksimongan is een bestuurslaag in het regentschap Semarang van de provincie Midden-Java, Indonesië. Ngemplaksimongan telt 12.518 inwoners (volkstelling 2010).